# Daniel Thiaw
Pour les articles homonymes, voir Thiaw.
Mame Alassane Djigueul Thiaw dit Daniel Thiaw, né le 14 avril 1937 et mort le 24 novembre 2018 à Pantin, est un athlète et pilote automobile sénégalais.

## Carrière
Daniel Thiaw participe au relais 4 × 400 mètres des Jeux olympiques d'été de 1964 à Tokyo sans atteindre la finale.
Il remporte la médaille d'or du relais 4 × 400 mètres aux Jeux africains de 1965 à Brazzaville.
En sport automobile, il remporte plusieurs fois le rallye des 6 heures du Dakar avant de devenir le premier Africain à se présenter aux 24 Heures du Mans, mais il sera finalement non-partant.